# 임의기
임의기(중국어: 林依锜, 영어: Monna Lam, 1987년 4월 28일 ~ )는 중화인민공화국 후베이성 우한시에서 태어난 홍콩의 여성 영화배우 겸 모델이다.
6살 때였던 1993년에 홍콩으로 이민하여 종업원으로 일하다가 2007년 홍콩 미스 공전 선을 받고 모델 생활을 시작했다. 신장은 170cm이다.

## 영화 및 드라마
| 연도 | 제목                | 역할 | 비고      |
| ---- | ------------------- | ---- | --------- |
| 2011 | 《밀도성숙시 33D》  |      |           |
| 2012 | 《여인들의 아파트》 |      | 미니 영화 |
| 2014 | 《금계》            | 몬나 |           |
| 2014 | 《당백호가 날다》   | 동향 |           |

## 개인 작품

### 사진집
- 2011년《왓썹》
- 2012년《조이플 몬나 2012 볼드 무브스 달콤 섹시 사진집》